# Elpídio Silva
Elpídio Silva (ur. 19 lipca 1975) – brazylijski piłkarz występujący na pozycji napastnika.

## Kariera klubowa
Od 1997 do 2009 roku występował w klubach Atlético Mineiro, Kashiwa Reysol, SC Braga, Boavista FC, Sporting CP, Vitória SC, Derby County, Corinthians Alagoano, Suwon Samsung Bluewings, Alki Larnaka i AEK Larnaka.